# 墨田区総合体育館
墨田区総合体育館（すみだくそうごうたいいくかん）は、東京都墨田区錦糸に所在する体育館である。運営・管理はすみだスポーツサポートPFI株式会社。

## 概要
1967年に墨田区体育館として錦糸公園内に開館。
築40年を過ぎて老朽化が進んだため建て替えに踏み切り、一時閉館。「民間資金等の活用による公共施設等の整備等の促進に関する法律」（PFI法）を適用し新日鉄エンジニアリンググループのすみだスポーツサポートPFI株式会社が事業を受託。2010年4月1日に「墨田区総合体育館」として開館した。開館に先駆けて3月20日にプレイベントとしてバスケットボールJBL・トヨタ自動車アルバルク vs アイシンシーホースが催された。
館内には同区出身の元プロ野球選手である王貞治を顕彰する「王貞治のふるさと墨田」も併設。
プロバスケットボールB.LEAGUE・サンロッカーズ渋谷の試合などプロスポーツイベントに使用される他、2013年東京国体ハンドボール競技の会場として使われた。2014年度から日本フットサルリーグ（Fリーグ）1部に昇格したフウガドールすみだのホームアリーナでもある。
2020年東京オリンピックのボクシング競技の会場が同区の両国国技館に設定されたことを受け、「墨田区をボクシングの聖地」にすることを目指して日本ボクシング連盟が区と連携し、2019年に全日本アンダージュニアボクシング王座決定戦、全日本大学ボクシング王座決定戦を開催し、2020年よりそれまで持ち回り開催だった全日本ボクシング選手権大会及び全日本女子ボクシング選手権大会を当体育館での固定開催に移行されたが2020年大会は新型コロナウイルス感染拡大のため中止となった。
2019年以降は区内に事務所を置くDANGAN主催のプロの興行も実施されている。
2024年3月、墨田区に本店を置く東京東信用金庫と施設命名権契約を結び、同年4月1日よりひがしんアリーナの愛称が付けられた。期間は2030年3月末までの6年間で、金額は年間2000万円。

## 施設
- 本館
  - 5階：屋上（アーチェリー・フットサルなどに対応）
  - 4階：観客席（固定観客席1,500席）・ランニングコース（1周約260 m）
  - 3階：メインアリーナ・サブアリーナ（可動壁で仕切られており、大きなイベントでは一体化しての利用も可、38 m×81 m=3078平方メートル[8]）
  - 2階：総合受付・武道場・トレーニング室・スタジオ・カフェレストランなど
  - 1階：屋内プール（25 m×7コース可動床）

- 諸元[8]
  - 設計：日本設計・慎設計共同企業体
  - 施工：鹿島建設・フジタ・岡建工事建設工事共同企業体
  - 敷地面積：14,336.39 m2
  - 建築面積：5,599.41 m2
  - 延床面積：19,836.90 m2
  - 最高高さ：35.90 m

### 旧墨田区体育館
（出典：）
- 所在地：墨田区錦糸4-15-1
- 建築面積：3,224.30 m2
- 延床面積：3,551.78 m2
- 構造 ：鉄筋コンクリート造2階建て
- 施設構成：競技場1,209 m2 観客席700席、柔道場174 m2（畳敷き84畳）、剣道場174 m2（14.5m×12m）